# Fraport
Fraport AG — немецкая компания, управляющая международным аэропортом Франкфурт с пассажиропотоком 59,6 млн человек. Также полностью или частично владеет компаниями, управляющими многими германскими и международными аэропортами, в том числе: Франкфурт-Хан, Ганновер и Саарбрюккен (Германия), Лима (Перу), Любляна (Словения), Варна и Бургас (Болгария), Форталеза и Порту-Алегри (Бразилия), международным аэропортом Анталья (Турция), терминалом в аэропорту Брисбен (Австралия) и 14 аэропортами в Греции.

## Акционеры и руководство
Структура акционеров на 31 декабря 2023 года:
- Гессенское земельное правительство — 31,31 %
- Stadtwerke Frankfurt am Main Holding GmbHde GmbH[нем.] — 20,92 %
- Deutsche Lufthansa AG — 8,44 %
- First Maven Pty — 3,10 %
- ATLAS Infrastructure Partners (UK) Ltd. — 3,08 %
- в свободном обращении (free float) — 33,15 %

Главный исполнительный директор (CEO) —Штефан Шульте.

## Fraport в России
В июне 2009 года консорциум «Воздушные ворота Северной столицы», 35,5 % акций которого принадлежало Fraport, выиграл конкурс на право реконструкции и управления петербургским аэропортом Пулково. Аэропорт переходил в управление консорциума на 30 лет. При этом концессионеры обязались провести комплексную реконструкцию Пулково и отчислять правительству Санкт-Петербурга роялти в размере 11,5 % от ежегодного оборота аэропорта. Передача управления аэропортом консорциуму состоялась в апреле 2010 года.
В 2016 году Fraport снизил свою долю в управляющей компании аэропорта Пулково до 25 %, продав 10,5 % катарскому суверенному фонду Qatar Investment Authority (QIA).
В декабре 2024 года Fraport полностью вышел из проекта по развитию Пулково, продав оставшиеся 25 % управляющей компании оманской Orbit Aviation LLC.